# Saab 17
Сааб 17 (швед. Saab 17) — шведский лёгкий бомбардировщик и самолёт-разведчик. Разработан компанией АСЙА (АБ Свенска Йернвэгсверкстэдернас Аэропланавдельнинг) (швед. AB Svenska Järnvägsverkstädernas Aeroplanavdelning, ASJA) в 1937 году для замены самолёта-разведчика S 6 и лёгкого бомбардировщика B 5 в ВВС Швеции. Самолёт был принят на вооружение ВВС Швеции в 1942 году и поставлялся на экспорт в Австрию, Финляндию и Эфиопию.

## История создания

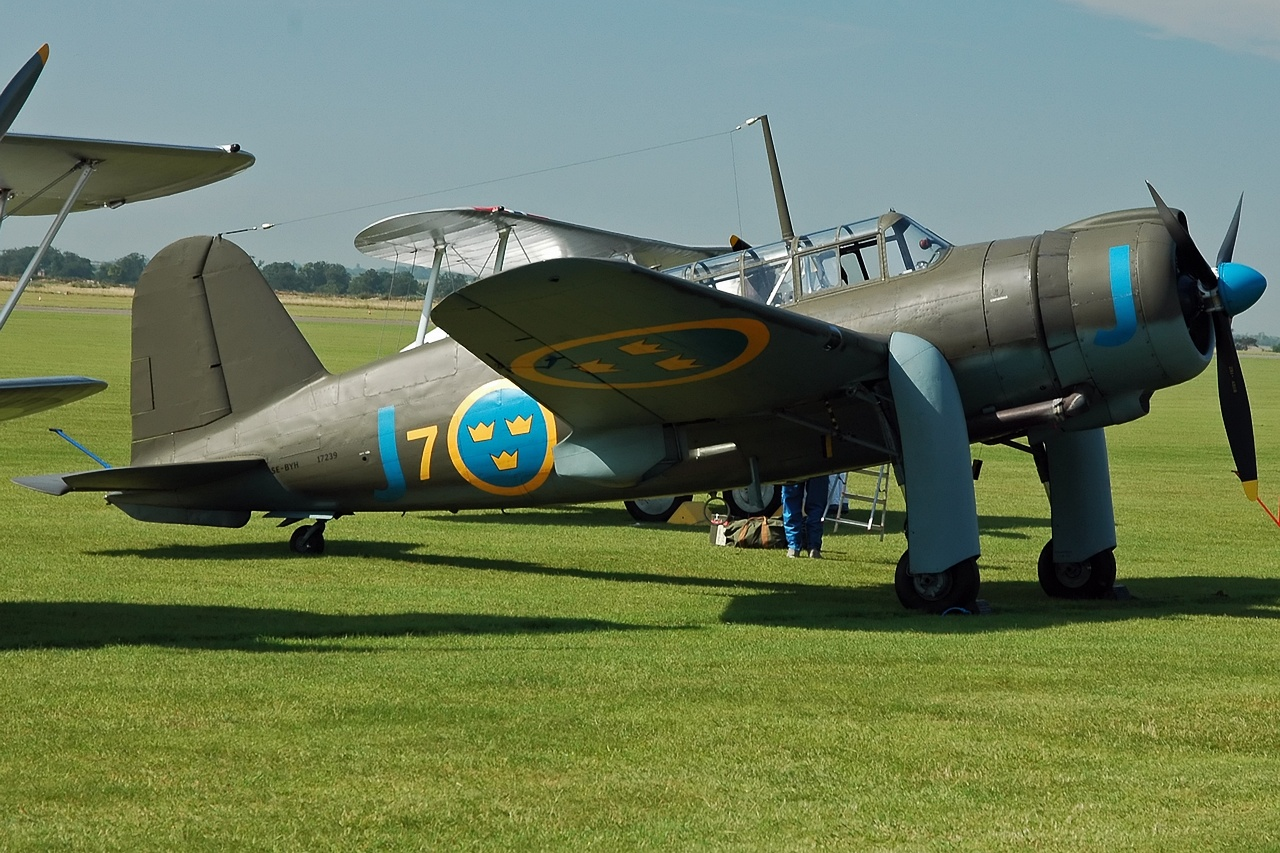

В конце 1930 годов ВВС Швеции запланировали замену самолёта-разведчика S 6 (Fokker C.V), который планировалось заменить на S 7 (Hawker Hart). Но Harts уже использовались как лёгкие бомбардировщики под обозначением B 4. Кроме того, ВВС нуждались также и в новом самолёте для артиллерийского целеуказания, так как использовавшийся для этого B 5 (Saab Northrop 8A-1) имел недостаточный обзор из кабины.
В 1938 году компания ASJA (швед. AB Svenska Järnvägsverkstädernas Aeroplanavdelning) предложила министерству обороны Швеции на пробу два самолёта — лицензионный Gassner F-1 или собственный L 10, работа над которым велась с 1937 года. Так как для целеуказания в Германии уже были закуплены Fieseler Storch шведские ВВС отдали предпочтение ASJA L 10, и заказали два пробных самолёта под обозначением P 7.
В 1939 году ASJA вошла в состав SAAB (швед. Svenska Aeroplan AB) и проект стал называться Saab L 10.
Обозначение, первоначально данное L 10 в ВВС Швеции было S 15 для самолёта-разведчика и B 8 для лёгкого бомбардировщика. Однако, вскоре было решено изменить систему обозначений самолётов в ВВС Швеции, с тем, чтобы у каждой модели был собственный номер. Таким образом Saab L 10 стал называться Saab 17.

## Описание конструкции

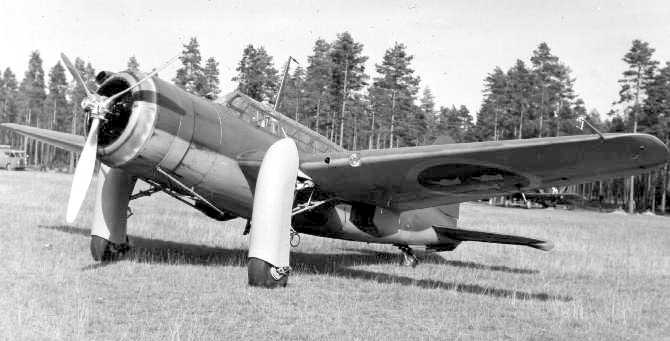
Saab 17

L 10 — цельнометаллический свободнонесущий однодвигательный среднеплан, был разработан при участии американских инженеров, работавших на ASJA и SAAB и в его конструкции заметно влияние Воут Кингфишер (англ. Vought Kingfisher) и Кёртис Хеллдайвер (англ. Curtiss Helldiver).
Поскольку пикирующий бомбардировщик должен иметь особенно прочное крыло, шасси было решено сделать убирающимися не во внутрь крыла, а во внешние обтекатели. Стойки шасси, прикрытые обтекателями, в выпущенном состоянии могли при этом служить в качестве воздушных тормозов. Была также предусмотрена установка лыжного и поплавкового шасси.
Экипаж самолёта состоял из двух человек — пилота и наблюдателя-радиста, располагавшихся в просторной кабине. Сидение наблюдателя-радиста было выполнено скользящим, для облегчения перемещения между рабочими станциями.
Вооружение состояло из двух 8 мм крыльевых пулемётов, и одного 8 мм пулемёта, в качестве оборонительного вооружения наблюдателя-радиста.

## Модификации
Saab 17 производился в трёх основных модификациях — A, B и C и в двух основных версиях — бомбардировщика и разведчика. Основным различием между модификациями была установка различных моделей двигателей.
Первый прототип поднялся в воздух с британским двигателем Бристоль меркьюри 12 (англ. Bristol Mercury XII) мощностью 880 л.с., по лицензии производившегося в Швеции компанией SAAB для лицензионного бомбардировщика B 3. Серийная модификация должна была иметь американский двигатель Пратт и Уитни СЦ3-Г Твин Уосп (англ. Pratt & Whitney SC3-G Twin Wasps), но, в связи с началом мировой войны, лицензию на его производство приобрести не удалось. Шведская компания СФА (швед. Svenska Flygmotor AB, SFA) изготовила его копию под обозначением СТВЦ-3 (швед. STWC-3).
В качестве бомбардировщика Saab 17 имел индекс B (швед. Bomb — бомбардировщик).

#### B 17A
На самолётах этой модификации устанавливался двигатель STWC-3 мощностью 1067 л.с., являвшийся шведской копией американского двигателя Пратт и Уитни Твин Уосп (англ. Pratt & Whitney Twin Wasp) До 1944 года были произведены 132 самолёта этой модификации. Самолёты использовались в бомбардировочных частях ВВС Швеции до 1948 года, после чего были переоборудованы в буксировщики мишеней. Последние самолёты этой модификации были сняты с вооружения ВВС Швеции в 1955 году.

#### B 17B
Хронологически первая и наиболее многочисленная модификация Saab 17. На самолёт устанавливались британские двигатели Бристоль Меркьюри 24 (англ. Bristol Mercury XXIV) мощностью 980 л.с., по лицензии производившиеся в Швеции компанией НОХАБ (швед. NOHAB) для лицензионного производства бомбардировщика B 3 (Junkers 86).
Самолёты этой модификации производились в двух версиях — бомбардировщика и разведчика.
Бомбардировщик

##### B 17B I
Пикирующий бомбардировщик, оснащённый захватом для отвода 500 кг бомбы от плоскости вращения воздушного винта. Также мог нести бомбы на внешних узлах подвески под крыльями.

##### B 17B II
Лёгкий бомбардировщик, оснащённый бомболюком и внешними узлами подвески под крыльями.
Самолёт-разведчик
В качестве разведчика Saab 17 имел индекс S (швед. Spaning — разведчик) и выпускался в двух основных версиях — на колёсном и поплавковом шасси.

##### S 17BL
Самолёт-разведчик (швед. Land — наземный). Отличасля установкой фотооборудования. Всего выло произведено 65 самолётов, из которых 44 были переоборудованными бомбардировщиками. Использовался до 1949 года.

##### S 17BS

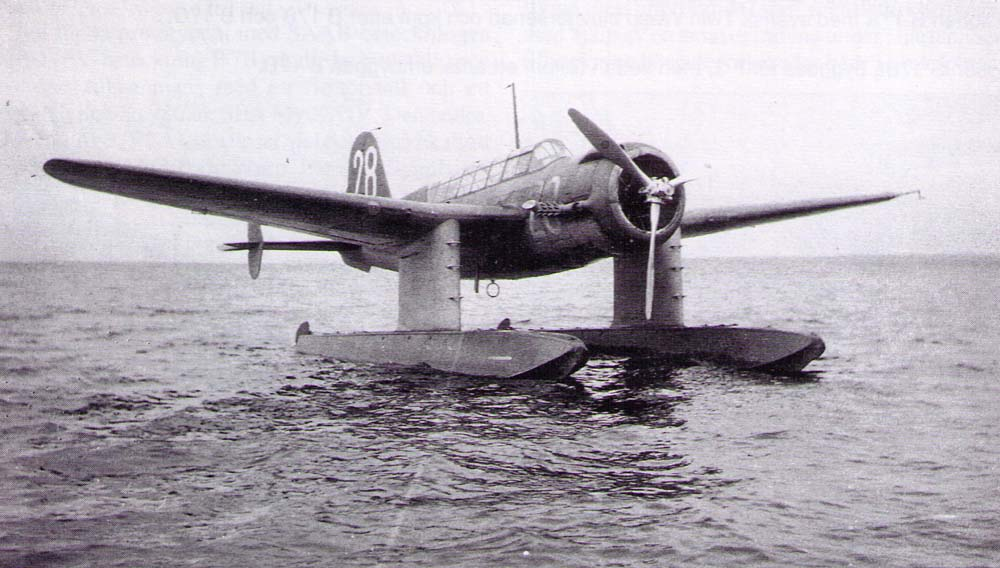
Saab S 17BS

Поплавковый разведывательный гидросамолёт (швед. Sjö — озёрный). Имел два больших поплавка на аэродинамических стойках и дополнительные вертикальные плоскости на стабилизаторах. Всего было произведено 56 самолётов, из которых 18 были переоборудованными S 17BL. Использовался до 1949 года. Несколько самолётов были проданы гражданским пользователям.

#### B 17C
Вариант самолёта с итальянским двигателем Пьяджио П 9 бис РЦ 40Д (итал. Piaggio P XI bis RC 40D) мощностью 1040 л.с. Двигатели этой марки, а также пропеллеры к ним, были приобретены в связи с закупкой для ВВС Швеции партии итальянских истребителей Реджяне Ре.2000 (итал. Reggiane Re.2000). Имел такое же вооружение как и B 17B II. В 1942—1943 годах было произведено 77 самолётов. Из-за проблем с поставками запасных частей для двигателей все самолёты модификации B 17C были списаны в 1947—1948 годах.

## Состоял на вооружении
Швеция
ВВС Швеции
С 1942 по 1955 год ВВС Швеции использовали Saab 17 модификаций B 17A, B 17B I, B 17B II, B 17C, S 17BL и S 17BS.
 Австрия
ВВС Австрии
В 1957 году один самолёт B 17A был экспортирован в Австрию. Самолёт использовался в качестве буксировщика мишеней.
 Финляндия
ВВС Финляндии
В 1960 году два самолёта B 17A были экспортированы в Финляндию, где они использовались в качестве буксировщиков мишеней.
 Эфиопия
ВВС Эфиопии
В течение 1947—1953 годов 46 B 17A были экспортированы в Эфиопию.. В ходе войны за Огаден в 1977 году сомалийцами было уничтожено 8 эфиопских самолётов B 17A.

### Самолёты Датской бригады

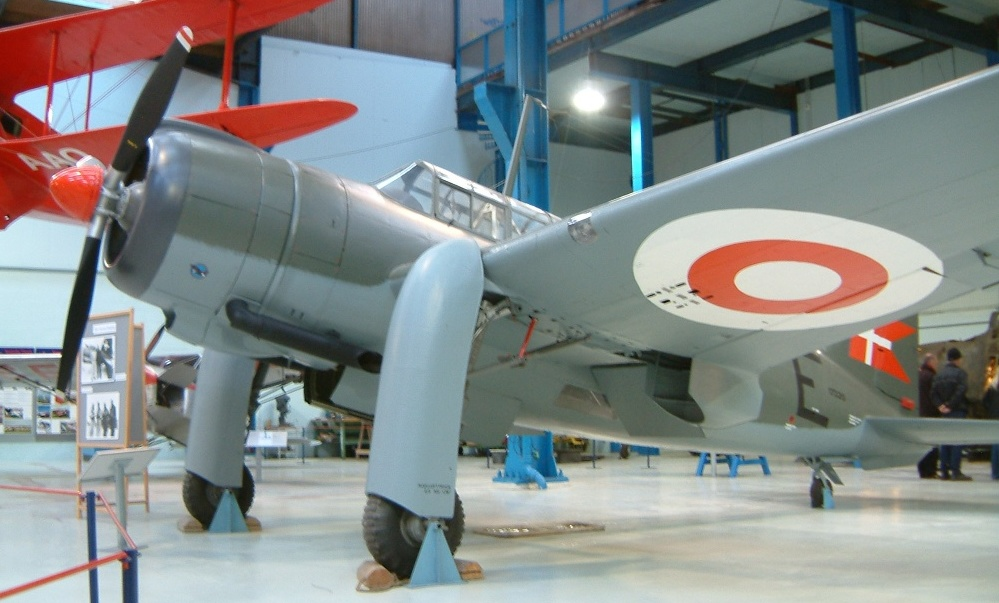
Saab B 17C с опознавательными знаками Датской бригады

Сформированная в 1943 году в Швеции Датская бригада располагала собственным авиакрылом, насчитывавшим 15 пилотов, которым было позволено проходить подготовку обучение в ВВС Швеции. В 1945 году 15 самолётов Saab B 17C были одолжены Датской бригаде. 4 мая 1945 года на самолёты были нанесены опознавательные знаки ВВС Дании, самолёты были нагружены и готовы к вылету на следующий день, но разрешения на вылет не последовало.
Самолёты были предложены датскому правительству, однако уже через 7 дней после прекращения огня в Европе пилотам и механикам Датской бригады было приказано следовать в Данию на поездах, а датское правительство заявило о нежелании приобретать эти самолёты.

## Тактико-технические характеристики
|                            | B 17A                      | B 17B                      | S 17BS                     | B 17C                      |                            |                            |                            |
| Технические характеристики | Технические характеристики | Технические характеристики | Технические характеристики | Технические характеристики | Технические характеристики | Технические характеристики | Технические характеристики |
| -------------------------- | -------------------------- | -------------------------- | -------------------------- | -------------------------- | -------------------------- | -------------------------- | -------------------------- |
| Экипаж                     | 2 человека                 | 2 человека                 | 2 человека                 | 2 человека                 |                            |                            |                            |
| Размах крыла               | 13,7 м                     | 13,7 м                     | 13,7 м                     | 13,7 м                     |                            |                            |                            |
| Длина                      | 9,8 м                      | 9,8 м                      | 10,0 м                     | 10,0 м                     |                            |                            |                            |
| Высота                     | 4,0 м                      | 4,0 м                      | 4,8 м                      | 4,15 м                     |                            |                            |                            |
| Площадь крыла              | 28,5 м²                    | 28,5 м²                    | 28,5 м²                    | 28,5 м²                    |                            |                            |                            |
| Масса пустого              | 2600 кг                    | 2635 кг                    | 2700 кг                    | 2680 кг                    |                            |                            |                            |
| Взлётная масса             | 3790 кг                    | 3605 кг                    | 3825 кг                    | 3870 кг                    |                            |                            |                            |
| Обычная нагрузка           | 450 кг                     | 450 кг                     | 450 кг                     | 450 кг                     |                            |                            |                            |
| Лётные характеристики      |                            |                            |                            |                            |                            |                            |                            |
| Максимальная скорость      | 435 км/ч                   | 395 км/ч                   | 330 км/ч                   | 435 км/ч                   |                            |                            |                            |
| Крейсерская скорость       | 390 км/ч                   | 375 км/ч                   | 315 км/ч                   | 370 км/ч                   |                            |                            |                            |
| Дальность полёта           | 1800 км                    | 1400 км                    | 2000 км                    | 1700 км                    |                            |                            |                            |
| Практический потолок       | 8700 м                     | 8000 м                     | 6800 м                     | 9800 м                     |                            |                            |                            |
| Вооружение                 |                            |                            |                            |                            |                            |                            |                            |
| Пулемёты                   | 3 х 8 мм                   | 3 х 8 мм                   | 3 х 8 мм                   | 3 х 8 мм                   |                            |                            |                            |
| Бомбовая нагрузка          | 500 кг                     | 700 кг                     | нет                        | 700 кг                     |                            |                            |                            |